# Harpiola
Harpiola — рід ссавців родини лиликових. Проживання: Південно-Східна Азія. Раніше рід вважався підродом Murina. 